# Транскультура
Транскульту́ра (англ. transculture) — сфера культурного розвитку за межею національних, гендерних, професійних культур, які склалася. Транскультура долає замкнутість їх традиції, автоматизми, мовні та ціннісні детермінації. Транскультура контрастно визначає себе стосовно концепцій багатокультурності та тенденцій зростальної спеціалізації різних культурних областей.
Транскультура створюється на кордонах різних національних, соціальних, професійних культур, де виявляються їхні нереалізовані можливості, смислові та знакові лакуни.

## Історія
Дослідження транскультурних практик та пов’язаних з ними конфліктів і латентних протиріч починаються у Латинській Америці в кінці ХХ ст. Результатом цих досліджень став розвиток мало відомої в Україні карибської екзистенціальної філософії другої половини XX ст. Зараз у західній науці розроблена ціла низка теорій транскультурності, зокрема теорія Сепіра-Уорфа концептуалізації іншого в транскультурних просторах, концепція дисемінації Х. Баби і Ж. Дерріди (діалог з різницею), сучасні концепції національного й постнаціонального у світлі проблеми культурного діалогу, теорія транскультурації Ф. Ортіса.

## Розвиток
Перший напрям (філософський) було запропоновано в німецький школі сучасної культурології, що веде розвиток з неокантіанства.
Другий напрям розвитку концепцій транскультурності більшою мірою пов’язаний певним ідеологічним навантаженням суперечок неолібералів та постколоніалістів. Розвиток цього напряму, як стверджує М. Тлостанова , пов’язаний передусім зі створенням безлічі центрів транскультурних і глобальних гуманітарних досліджень у багатьох провідних університетах Європи, США, Латинської Америки, Близького Сходу, Південно-Східної Азії, а також і мережевих транскультурних міжнародних інститутів, що існують поза прив'язкою до певного університету або національної держави.
Третім напрямом розвитку концепту транскультурності є достатньо поширені суто прикладні дослідження, у яких аналізуються різні форми транскультурних практик, насамперед, лінгвістичних та комунікативних.
Один з провідних теоретиків процесу глобалізації Арджун Аппадураі вказує на те, що завдяки електронним засобам комунікації у соціальному житті сучасної людини зростає роль уяви. За Аппадураі, «сприйняття технічно відтворюваних образів мас-медіа не лише уніфікує і «обдурює» людей — про що так багато писали дослідники сучасного суспільства й культури — але й стимулює їхню реальну реакцію, даючи їм нові сценарії» , наративи й можливість вибору життєвого шляху. Особливо підкреслює Аппадураі значущість сили уяви для формування нових культурних проектів, у межах яких нова групова (культурна) ідентичність може виходити за границі національної культури й ставати діаспорною, субнаціональною, транснаціональною культурою.

## Теорія мультикультуралізму
Наполягаючи на ідеї цілісності традиції, дослідники розглядають культурну взаємодію як комунікацію певних самостійних сутностей. Це «деєвропезоване» й «демократизоване» поняття культури стає підставою для теорій мультикультуралізму. Мультикультурність як дослідницьке поняття, яке використовується для характеристики співіснування на єдиному культурному просторі різнорідних груп, є реакцією на ситуацію останніх десятиліть. На теоретичному рівні акцент робиться також на необхідності підвищення престижу кожної культури, шляхом підкреслення рівності груп і надання їхнім членам можливостей публічного висловлення.
Як реалізації цих мультикультурних проектів можна фіксувати спроби впровадження різного роду моделей, таких як північно-американська модель, заснована на ідеї прийняття культур різних етнічних і расових груп та етнічних спільнот; канадсько-австралійська модель, що базується на декларуванні багатоскладних форм добровільних контактів множинних етнічних спільнот, що вимушеним чином опинилися у єдиному географічному просторі й що роблять спробу створення немонолітної культури; модель європейська, орієнтована на співіснування низки рівноправних національних культур.
У межах концепцій мультикультуралізму відбувається ситуація децентрованої, «різомної», немонолітної культури, що містить безліч груп з різними конвенціями й власними смисловими універсумами, які знаходяться у полілозі між собою, у постійному діалозі дискурсів. Ця мультикультура є те, що створює, охороняє і відкриває простір, на якому різні групи можуть спільно розвиватися, входити у взаємні інтеракції і створювати можливість для сумісності, починає виступати не просто в якості норми, але в якості культурного зразка. Ця ідея, проте, входить у протиріччя з однією зі складових частин самого класичного концепту культури — гердерівською ідеєю про культуру як індивідуальність та локальність.